# Hajtovka
Hajtovka (allemand : Heitingsau ) est un village de Slovaquie situé dans la région de Prešov.

## Histoire
Première mention écrite du village en 1427.

## Démographie

### Évolution de la population
| Année:               | 1994. | 2004.    | 2014.    | 2024.   |
| -------------------- | ----- | -------- | -------- | ------- |
| Nombre de personnes: | 109   | 91       | 76       | 75      |
| Différence:          |       | -16,51 % | -16,48 % | -1,31 % |

| Année:               | 2023. | 2024.   |
| -------------------- | ----- | ------- |
| Nombre de personnes: | 69    | 75      |
| Différence:          |       | +8,69 % |